# Arturo Riveros
Arturo Riveros Alcaide (Santiago, 10 de mayo de 1889-Ibíd, 21 de abril de 1974) fue un comerciante y político chileno, miembro del Partido Radical (PR). Se desempeñó como ministro de Estado de su país, durante la llamada «República Socialista de Chile», dirigida por la Junta de Gobierno de Carlos Dávila, y luego en la administración provisional del general Bartolomé Blanche en 1932; y en las administraciones de los presidentes radicales Pedro Aguirre Cerda y Juan Antonio Ríos en 1941 y 1943, respectivamente.

## Familia y estudios
Nació en Santiago de Chile el 10 de mayo de 1889, hijo de Álvaro Riveros  y Benigna Alcaide. Realizó sus estudios primarios en el Liceo de Hombres de San Fernando y los secundarios en la Escuela Naval Arturo Prat.
Se casó con Julia Ramírez Jaramillo, con quien tuvo dos hijas.

## Carrera profesional y política
En el ámbito laboral, actuó como funcionario bancario; gerente de la Feria de Santa Cruz; jefe de la sección agrícola de la Caja de Crédito Agrario y gerente de la misma ente 1930 y 1932; presidente de la Comisión de Cambios Internacionales en 1941; gerente agrícola de la Caja de Empleados Públicos y Periodistas; vicepresidente ejecutivo de la Caja de Crédito Agrario; presidente de la compañía de seguros La Agraria y consejero de la compañía de Seguros La Provincia.
También, participó en el sector periodístico, ejerciendo como presidente del diario La Hora. Cercano al mundo agrícola, fue propietario del fundo "La Ariana", ubicado en la comuna de Rengo.

## Carrera política
Militante del Partido Radical (PR), fue presidente de la Asamblea Radical de Rengo. El 16 de junio de 1932 participó de la Junta de Gobierno de la denominada "República Socialista de Chile", siendo nombrado por Carlos Dávila Espinoza, su presidente, como titular del Ministerio de Agricultura, función que siguió desempeñando en la Junta presidida por Bartolomé Blanche (desde el 13 de septiembre) hasta su renuncia el 2 de octubre del mismo año. Además, entre el 1 de agosto y el 14 de septiembre, ocupó simultáneamente la titularidad del Ministerio de Tierras y Colonización, en calidad de interino.
Posteriormente, durante las postrimerías del gobierno del presidente Pedro Aguirre Cerda, también radical, el 6 de octubre de 1941, mediante el decreto supremo n° 1.549 y, sobre las bases de la Subsecretaría de Comercio del entonces Ministerio de Relaciones Exteriores y Comercio, fue creado el Ministerio de Economía y Abastecimientos, siendo nombrado por Aguirre Cerda como el primer ministro de dicha repartición. Tras la repentina muerte del mandatario el 10 de noviembre de ese año, el cual fue sucedido en calidad de vicepresidente por Jerónimo Méndez Arancibia, se mantuvo en el puesto, hasta el fin de la administración provisional de este último el 2 de abril de 1942, fecha en que asumió la presidencia otro radical, Juan Antonio Ríos. En el gobierno de Ríos, volvió a ser nombrado en el mismo cargo pero que había sido renombrado como Ministerio de Economía y Comercio, sirviendo como tal entre el 7 de mayo y el 7 de julio de 1943. En ese mismo año, alcanzó la presidencia nacional de su colectividad.
Falleció el 21 de abril de 1974, a los 84 años.